# Pont de Fontaine-le-Port
Le pont de Fontaine-le-Port est un ouvrage d'art routier situé sur la Seine entre son éponyme Fontaine-le-Port et Samois-sur-Seine, en France.

## Situation et accès
L’ouvrage est situé sur le territoire des communes de Fontaine-le-Port, proche de son agglomération, et Samois-sur-Seine, près de son hameau de Queue de Fontaine et reliant au sud la forêt de Fontainebleau. Plus largement, il se trouve dans le département de Seine-et-Marne, en région Île-de-France.

## Histoire
Un pont est est livé à la circulation en 1862 et racheté de tout péage le 14 juillet 1881. Il est reconstruit au début du XXe siècle. Dans l'après-midi du 12 mai 1913, une péniche d'un convoi descendant heurte brutalement l'une des piles du pont par suite d'une défaillance du gouvernail, le faisant se briser et couler entraînant sa cargaison et son mobilier. Détruit lors de la Seconde Guerre mondiale, il est reconstruit en 1945 en béton armé et en réutilisant ce qui a pu être conservé. En attendant sa réalisation définitive, un pont provisoire un peu en amont est mis en service fin août, permettant de relier Fontaine-le-Port.